# Hirosaki
Hirosaki (弘前市, Hirosaki-shi) är en japansk stad i prefekturen Aomori på den norra delen av ön Honshu. Folkmängden uppgår till strax över 180 000 invånare. Staden fick sitt nuvarande namn år 1808, från sitt föregående namn Takaoka. Hirosaki fick stadsrättigheter 1 april 1889.

## Borgmästare
- Shōichi Sōma, 16 april 2006–15 april 2010
- Noriyuki Kasai, 16 april 2010–15 april 2018
- Hiroshi Sakurada, 16 april 2018–

Denna lista hämtas från Wikidata. Informationen kan ändras där.